# 10 000 mètres masculin aux Jeux olympiques d'été de 1976
Navigation
Munich 1972 Moscou 1980
L'épreuve du 10 000 mètres masculin aux Jeux olympiques de 1976 s'est déroulée les 23 et 26 juillet 1976 au Stade olympique de Montréal, au Canada.  Elle est remportée par le Finlandais Lasse Virén.

## Résultats

### Finale
| Rang               | Athlète          | Pays        | Temps          |
| ------------------ | ---------------- | ----------- | -------------- |
| Médaille d'or      | Lasse Virén      | Finlande    | 27 min 40 s 38 |
| Médaille d'argent  | Carlos Lopes     | Portugal    | 27 min 45 s 17 |
| Médaille de bronze | Brendan Foster   | Royaume-Uni | 27 min 54 s 92 |
| 4                  | Tony Simmons     | Royaume-Uni | 27 min 56 s 26 |
| 5                  | Ilie Floroiu     | Roumanie    | 27 min 59 s 93 |
| 6                  | Mariano Haro     | Espagne     | 28 min 00 s 28 |
| 7                  | Marc Smet        | Belgique    | 28 min 02 s 80 |
| 8                  | Bernie Ford      | Royaume-Uni | 28 min 17 s 78 |
| 9                  | Jean-Paul Gomez  | France      | 28 min 24 s 07 |
| 10                 | Jos Hermens      | Pays-Bas    | 28 min 25 s 04 |
| 11                 | Karel Lismont    | Belgique    | 28 min 26 s 48 |
| 12                 | Chris Wardlaw    | Australie   | 28 min 29 s 91 |
| 13                 | Garry Bjorklund  | États-Unis  | 28 min 38 s 08 |
| 14                 | David Fitzsimons | Australie   | 29 min 17 s 74 |
| -                  | Knut Børø        | Norvège     | DNF            |
| -                  | Emiel Puttemans  | Belgique    | DNF            |

## Légende
Records et Performances
- AR : Record continental (area record)
- CR : Record des championnats (championship record)
- MR : Record du meeting (meet record)
- NR : Record national (national record)
- OR : Record olympique (olympic record)
- PR : Record paralympique (paralympic record)
- PB : Record personnel (personal best)
- SB : Meilleure performance personnelle de la saison (season's best)
- WL : Meilleure performance mondiale de l'année (world leader)
- WJR : Record du monde junior (world junior record)
- WR : Record du monde (world record)

Circonstances et Conditions
- DNF : N'a pas terminé (did not finish)
- DNS : N'a pas pris le départ (did not start)
- DQ : Disqualification (disqualification)
- NM : Aucun essai valable enregistré (No Mark)
- Q : Qualifié « directement » au prochain tour (ou à la prochaine compétition), lors d'une compétition majeure, grâce au classement ou à la réalisation des minima (automatic qualifier)
- q : Qualifié au prochain tour (ou à la prochaine compétition), lors d'une compétition majeure, grâce au repêchage ou à la réalisation de l'une des meilleures performances parmi celles des « non qualifiés directement » (grâce au meilleur temps ou à la meilleure distance par exemple) (secondary qualifier)